# Tropidion praecipuum
Tropidion praecipuum är en skalbaggsart som beskrevs av Martins 1971. Tropidion praecipuum ingår i släktet Tropidion och familjen långhorningar. Inga underarter finns listade i Catalogue of Life.